# Afrika
«Afrika» — турко-киприотская таблоидная ежедневная газета, издающаяся в Никосии с 1997 года. Издателем и главным редактором газеты с момента её основания является выпускник МГУ Шенер Левент.
Газета характеризуется неприятием образованной на севере острова, занятом турецкими войсками с 1974 года, непризнанной мировым сообществом государственной формации и борьбой за воссоединение Кипра, а также своими левыми позициями, иногда характеризуемыми как леворадикальные.

## «Европа»
Газета издаётся с 17 сентября 1997 года, но первоначально именовалась «Аврупа» (Европа).
Появление газеты, противившейся политике Рауфа Денкташа и роли Турции на Кипре, вызвало немедленную реакцию властей созданной на севере острова государственной формации, признаваемой только Турцией. В попытке закрыть газету и конфисковать её имущество против «Европы» были выдвинуты более 100 исков.
29 декабря 1999 года газета была оштрафована на 120 млрд турецких лир. С учётом инфляции эта сумма достигла в 2001 году 200 млрд.
Газета была обвинена также в том, что она не платила налоги, и по этой причине часть её оборудования была конфискована в ноябре 2001 года.
12 декабря 2001 года всё имущество газеты было конфисковано и продано с молотка компанией YAYSAT.
Кроме того, согласно заявлению Левента, некоторые члены его журналистской группы были вывезены за город, где им угрожали боевики «Национального народного движения».
Однако Левент не был сломлен. Он начал издавать другую газету, которой, подчёркивая политическую обстановку на севере острова, иронически дал имя «Африка».

## «Африка»
Под новым названием газета продолжила борьбу за воссоединение Кипра.
6 ноября 2004 года «Африка» подверглась осаде турецких националистов, которые выкрикивали: «не испытывай наше терпение, Африка» и «ваша судьба будет худшей, нежели судьба ромеев».
2 декабря 2017 года в газете была опубликована карикатура под заголовком «Греческими глазами», изображающая древнегреческую статую, которая мочится на голову президента Турции Р. Т. Эрдогана. Она стала причиной судебного процесса, который длился более года и завершился 16 мая 2019 года оправданием газеты.
21 января 2018 года «Африка» вступила в конфликт с правительством Турции, вызванный критикой газеты против вторжения в сирийский Африн под заголовком «Ещё одно турецкое вторжение». Газета проводит прямые аналогии между турецким вторжением в Сирию и турецким вторжением на Кипр в 1974 году. После вызывающих замечаний о газете «Африка», высказанных президентом Турции Р. Т. Эрдоганом, и заявления Эрдогана, что «наши земляки на Кипре должны дать необходимый ответ на это», группа 500 демонстрантов осадила редакцию газеты, в то время как полиция не вмешивалась.
Обстановка разрядилась после вмешательства Мустафы Акынджи, президента не признанной в мире, кроме как самой Турцией, республики. В ответ на это нападение часть населения севера острова организовала движение «Март за мир и демократию».
Атака на редакцию «Африки» была осуждена Европейским союзом.
Правительство Республики Кипр выступило с обращением к ООН и членам Совета Безопасности в связи с агрессивными действиями против газеты «Африка», требуя вмешательства для защиты журналистов и свободы печати на территориях, находящихся под турецкой оккупацией.
Тем временем в ответ на действия националистов Шенер Левент писал: «В 1974 году здесь (на Кипре) было осуществлено множество военных преступлений, за которые несут ответственность турки-киприоты. По этой причине они сегодня хотят видеть у каждой двери турецкого солдата. Но настоящая угроза исходит не от запоздалого возмездия греческой стороны, но от Турции».
Между тем суд в Анкаре, открыто и не скрывая зависимость так называемого Северного Кипра от Турции, инициировал два дела против «Африки», её издателя Шенера Левента и журналиста Али Османа. Первое дело касалось статьи на первой странице газеты, под заголовком «Второе турецкое вторжение», где речь шла о вторжении турецкой армии в сирийский Африн. Второе касалось мыслей, высказанных Левентом в его статье «Киприот Зорба» (по аналогии с романом Н. Казандзакиса и фильмом «Грек Зорба» и значением слова «зорба» — бунтарь). Обращаясь к президенту Кипра Никосу Анастасиадису и в Европейский парламент к его председателю Антонио Таяни, Шенер Левент заявлял, что затеянные процессы являются инструментом давления Анкары на турок-киприотοв.
Турко-кипрские журналисты отказались предстать перед судом в Турции и, согласно заявлению Левента, обсуждалась вероятность перевозки его самого и его коллеги в Турцию «каким-либо способом», что всколыхнуло журналистский мир турко-кипрской общины.
2 августа 2018 года представитель Организации по безопасности и сотрудничеству в Европе высказал свою озабоченность турецким властям по поводу затеянных процессов против журналистов «Африки».
В мае 2019 года «Африка» вела кампанию за участие турок-киприотов на выборах в Европейский парламент, на которых, игнорируя турецкие власти на севере острова, баллотировался её издатель и редактор Шенер Левент вместе с ещё 5 турками-киприотами, представлявшими партию «Жасмин».